# Xhafer Vila
Xhafer Vila vagy Xhaferr Vila (Frashër, 1889 – Formia közelében, 1938. április 30.) albán diplomata, politikus. Először 1921-ben két hétig, majd másodszor 1933 és 1935 között volt Albánia külügyminisztere.

## Életútja
1911-ben szerzett képesítést a konstantinápolyi Mekteb-i Mülkiye közigazgatási főiskolán. Ezt követően 1921-ig az Oszmán Birodalom köztisztviselőjeként előbb a pénzügy-, majd a külügyminisztérium alkalmazottja volt. 1921-ben letelepedett hazájában, és az albán külügyminisztérium első államtitkári, 1922-től 1929-ig főállamtitkári tisztségét látta el, több ízben képviselte hazáját a Nemzetek Szövetsége tanácsa előtt. Időközben 1921. december végén két hétig az Idhomene Kosturi irányította ügyvivő kormány külügyminisztere volt, 1924-ben pedig közreműködött a túlzott bürokrácia felszámolásán dolgozó kormánybizottság tevékenységében. 1929 és 1932 között Albánia belgrádi állandó követe és bukaresti meghatalmazottja volt, 1932–1933-ban pedig athéni állomáshelyén teljesített követi szolgálatot.
Hazarendelését követően 1933. január 11-étől 1935. október 16-áig Pandeli Evangjeli negyedik kabinetjében vezette a külügyi tárcát. Az albán diplomácia irányítójaként legfontosabb feladata a fasiszta olasz kormány által kifejtett politikai, katonai és gazdasági hegemóniatörekvésekkel szembeni küzdelem volt. Az ő külügyminisztersége alatt került sor az 1934. június 23-ai olasz flottademonstrációra az albán partoknál, amivel az olasz vezetés megkísérelte akaratát – a két ország vámuniója, nagyobb olasz szerep az albán hadvezetésben, oktatásügyben stb. – rákényszeríteni I. Zogu albán királyra és az Evangjeli-kormányra. Míg az olasz hadihajók a durrësi kikötőben várakoztak, Armando Koch tiranai olasz követ a kulisszák mögött a két ország közötti tárgyalások megkezdését sürgette Vilánál, az albán külügyér azonban hevesen tiltakozott az eljárás miatt. Vila a későbbiekben is mereven elzárkózott az olasz követelések végrehajtásától.
Az Evangjeli-kormány feloszlatását követően 1935-től haláláig Albánia római követe volt. Vila 1938. április 30-án I. Zogu és Apponyi Géraldine tiranai esküvőjéről tartott vissza diplomáciai állomáshelyére, amikor repülőgépük Formia közelében hegyoldalnak ütközött, a gép mind a tizennyolc utasa életét vesztette. A roncsokat Maranola mellett találták meg, az áldozatok földi maradványait május 2-án Formiában temették el.
Felesége Sylejman Delvina (1884–1933) politikus, miniszterelnök (1920) leánytestvére volt.